# Tereza Hrochová
Tereza Hrochová, češka tekačica, * 24. februar 1996.
Leta 2019 je za Češko nastopila na ženskem polmaratonu poletni Univerzijadi v Neaplju, kjer je osvojila 13. mesto.